# Арнольд фон Вінкельрід
Арно́льд (Е́рні) фо́н Ві́нкельрід (нім. Arnold von Winkelried; ? — 9 липня 1386, Земпах) — легендарний швейцарський національний герой, борець за незалежність від Габсбургів, учасник битви під Земпахом.

## Особистість
Очевидно, Вінкельрід був мешканцем кантону Унтервальден. Під час битви під Земпахом 9 липня 1386 року він прийняв на себе удар ворожих списів, чим забезпечив перемогу швейцарського війська над герцогом Леопольдом III Австрійським.
Для швейцарців Арнольд фон Вінкельрід став втіленням самопожертви в ім'я порятунку Батьківщини, проте історичність його особи підлягає сумніву.